# Межка
 Мёжка  — починок в Краснобаковском районе Нижегородской области. Входит в состав Чащихинского сельсовета.

## География
Починок находится в северо-восточной части Нижегородской области к востоку от реки Ветлуги на расстоянии приблизительно 14 километров по прямой на восток-северо-восток от посёлка Красные Баки, административного центра района.

## История
Починок был основан в 1920-е годы. Название дано местной речке.

## Население
Постоянное население составляло 4 человека (русские 100 %) в 2002 году, 0 в 2010.